# Waymart
Waymart es un borough ubicado en el condado de Wayne en el estado estadounidense de Pensilvania. En el año 2000 tenía una población de 1.429 habitantes y una densidad poblacional de 199 personas por km².

## Geografía
Waymart se encuentra ubicado en las coordenadas 41°34′51″N 75°24′25″O / 41.58083, -75.40694.

## Demografía
Según la Oficina del Censo en 2000 los ingresos medios por hogar en la localidad eran de $35,208 y los ingresos medios por familia eran $40,417. Los hombres tenían unos ingresos medios de $30,395 frente a los $19,583 para las mujeres. La renta per cápita para la localidad era de $14,498. Alrededor del 12.3% de la población estaba por debajo del umbral de pobreza.